# John Walsh
John Walsh (Fort St. George (India), 1 juli 1726 - Mayfair (Westminster), 9 maart 1795) was een Brits wetenschapper en secretaris van de Gouverneur van Bengalen. 
Walsh was de eerste die nauwkeurige experimenten wist uit te voeren met sidderroggen. Hij werd in 1773 bekroond met de Copley Medal voor een paper over hun elektrische eigenschappen.

## Biografie
Walsh was de zoon van Joseph Walsh, de gouverneur van Fort St. George (de eerste Britse vesting in India). Ook was hij de neef van astronoom Nevil Maskelyne en zijn zus, de vrouw van Robert Clive (de stichter van de politieke en militaire overheersing van de Britse Oost-Indische Compagnie in India). 
Walsh sloot zich op jonge leeftijd aan  bij de Britse Oost-Indische Compagnie en werd uiteindelijk Clives privésecretaris. Toen hij terugkeerde naar Engeland vestigde hij zich in Warfield Park, nabij Bracknell.